# La Légende de la forteresse de Souram
Pour plus de détails, voir Fiche technique et Distribution.
La Légende de la forteresse de Souram est un film soviétique de Sergueï Paradjanov et Dodo Abachidze, sorti en 1985.

## Fiche technique
- Titre français : La Légende de la forteresse de Souram
- Réalisation : Sergueï Paradjanov et Dodo Abachidze
- Scénario : Vaja Gigashvili d'après le livre de Daniel Chonqadze
- Photographie : Yuriy Klimenko et Sergo Sikharulidze
- Musique : Jansug Kakhidze
- Pays de production : URSS
- Genre : drame
- Date de sortie : 1985

## Distribution
- Dodo Abachidze : Osman-Agha / Simon
- Sofiko Tchiaoureli : Vardo
- Zura Kipshidze : Durmish-Khan
- Doudoukhana Tserodze
- Veriko Anjaparidze : diseuse de bonne aventure